# Jacopo de' Gabrielli da Gubbio

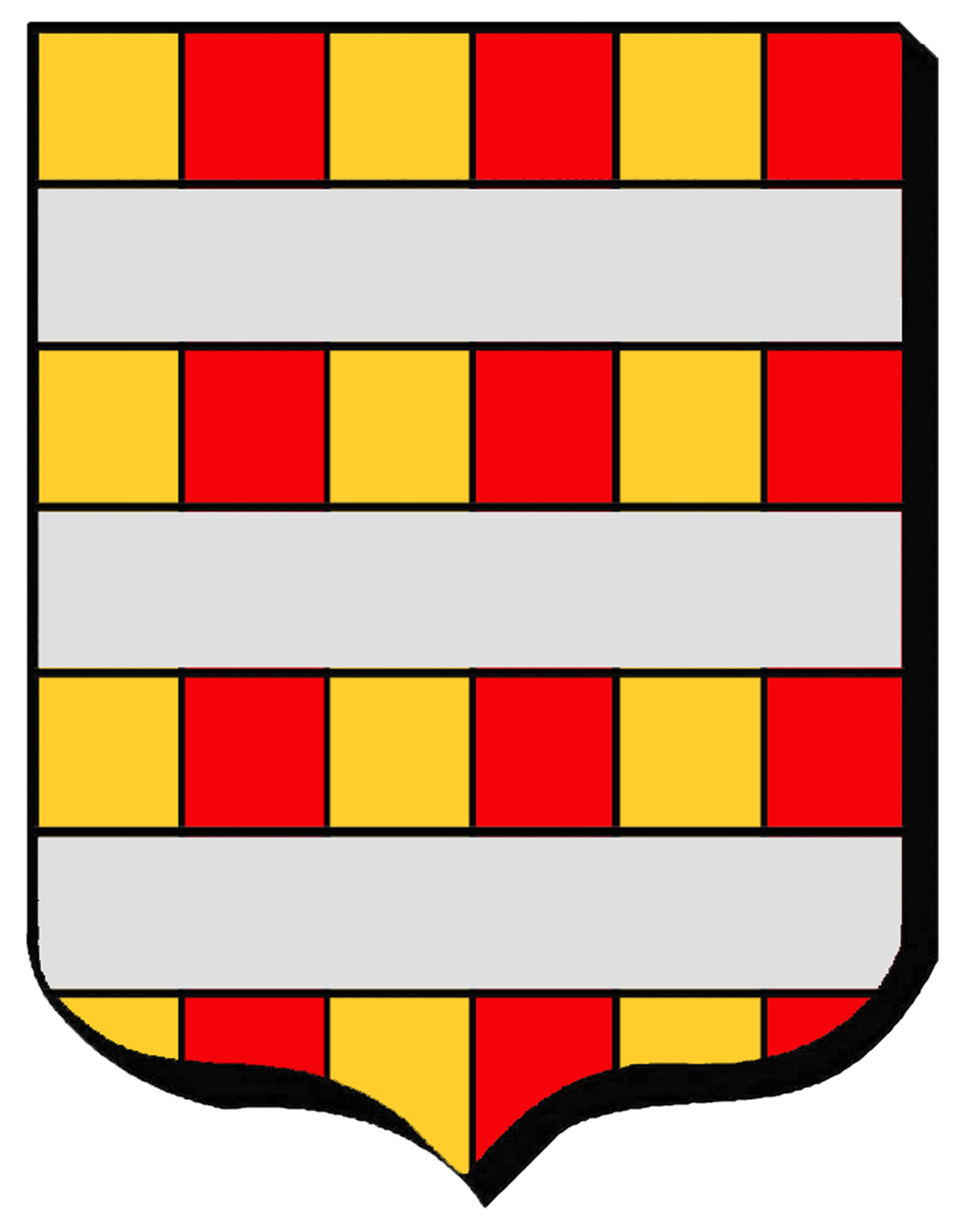
Stemma di famiglia

Jacopo de' Gabrielli da Gubbio (Gubbio, 1295 – 1363) è stato un politico italiano.

## Biografia
Nasce a Gubbio nel 1295, figlio di Cante, che alcuni anni dopo, come Podestà di Firenze, condannerà all'esilio Dante Alighieri.
Armato cavaliere nel 1326, già nel 1327 è Podestà di Bologna. Quando tuttavia se ne insignorisce il cardinale Bertrando del Poggetto, Jacopo, erigendosi a ultimo difensore delle libertà comunali, rifiuta di giurargli obbedienza e abbandona l'incarico. Verso il finire dello stesso anno è capitano del popolo ad Orvieto. Nel 1330 è Podestà di Siena e nel 1331 Podestà di Firenze.
Tra il 1333 e il 1335 è di nuovo a Siena come Podestà e capitano di guerra, sostituendo Guidoriccio da Fogliano. Nell'ambito della guerra tra Siena e Pisa, assoggetta le città di Grosseto (1334) e Massa Marittima (1335) alla Repubblica senese, che gli decreta il trionfo.
Il 1º novembre 1335 è nominato, per un periodo di due anni, Conservatore dello Stato di Firenze, prendendo alloggio nel palazzo dei Filipetri presso la Chiesa di San Pier Scheraggio, e segnalandosi per dispotismo e arbitri eccessivi. In questa veste, il 7 marzo 1337 prende possesso di Arezzo, ceduta da Pier Saccone Tarlati alla Repubblica fiorentina. Sul finire del 1337 è a Perugia, dove presiede alla formazione della lega delle città guelfe dell'Umbria.
Dal 1º gennaio 1338 prende ufficio come Senatore di Roma, su nomina di papa Benedetto XIII del 15 Ottobre 1337. Durante il suo mandato promuove la ricostruzione di varie opere pubbliche distrutte o danneggiate dalle lotte tra le fazioni dei Colonna e degli Orsini, tra cui Ponte Milvio. La carica è prolungata di un anno, ma già nella primavera del 1339 è di nuovo a Firenze, dove è stato nominato Capitano Generale di Guerra per un periodo di due anni.
A Firenze, la sua condotta risoluta, come in occasione della repressione della congiura dei Frescobaldi, volta a destituirlo, gli guadagnarono la fama di "tiranno di Firenze" e l'accusa di voler trasformare la magistratura ricoperta in una signoria personale, con l'appoggio del popolo grasso e in opposizione al ceto magnatizio. Nasce qui la versione secondo la quale, al cessare della carica, la Repubblica fiorentina avrebbe promulgato una legge che proibì di affidare a membri della famiglia Gabrielli qualsiasi carica pubblica. Di Jacopo fu detto che preparò la via all'odiosa dominazione che dal 1342 avrebbe esercitato su Firenze Gualtieri di Brienne, Duca d'Atene.
Nel gennaio del 1341 rientra a Gubbio, recando con sé 30.000 fiorini d'oro elargitigli dalla Repubblica fiorentina. Pochi mesi dopo, in Agosto, è inviato dal comune di Gubbio in soccorso dei Fiorentini che difendono Lucca, assediata dai Pisani e dai Milanesi. Nell'ottobre, in seguito allo scontro di San Pietro a Vico, è fatto prigioniero dai Pisani a Monte San Quirico e recato a Pisa. L'anno successivo è liberato in seguito al pagamento di un riscatto di 3.000 fiorini.
Nel 1346 è Capitano di Guerra a Siena, dove reprime la sollevazione guidata da Spinello Tolomei. Agli inizi del 1348 è vicario della Val di Nievole, e nel luglio, da Avignone, Papa Clemente VI lo nomina Rettore del Patrimonio di San Pietro. In questa carica, assedia Baschi che si arrende, combatte contro Giovanni di Vico e Guarnieri di Urslingen che fanno scorrerie depredando il Patrimonio e danneggiando castelli, tra cui Valentano, e sostiene Cecco Farnese assediato in Montefiascone. Per il secondo Giubileo del 1350, Jacopo riceve da Clemente VI l'incarico di rendere sicure le strade per i pellegrini che si recano a Roma. Il suo rettorato termina alla fine del 1351.
Intanto, il 7 agosto 1350, il cugino Giovanni Gabrielli si è proclamato Signore di Gubbio. Jacopo cerca di contrastarne il potere per via diplomatica, ma solo nel 1354 Giovanni Gabrielli accetta di cedere Gubbio alla Chiesa, rappresentata dal cardinale Egidio Albornoz, chiedendo in controparte che a Jacopo venga impedito l'accesso in città. Ne nasce una diatriba con l'Albornoz, che nel tentativo di riprendere controllo di tutti i possedimenti della Chiesa, impone a Jacopo di cedere Cantiano. Al suo rifiuto, è imprigionato (1355) a Montefalco con il figlio Cante e con il cugino Giovanni, già Signore di Gubbio, con il quale si riappacifica.
In seguito si riappacifica anche con l'Albornoz che lo nomina Governatore di Faenza (1358) e Governatore di Todi (1360).
Muore, probabilmente a Gubbio, nel 1363. 

## Discendenza
Fu padre di Cante II Gabrielli e nonno di Margherita Gabrielli, sposa di Nolfo da Montefeltro.

## Nell'arte

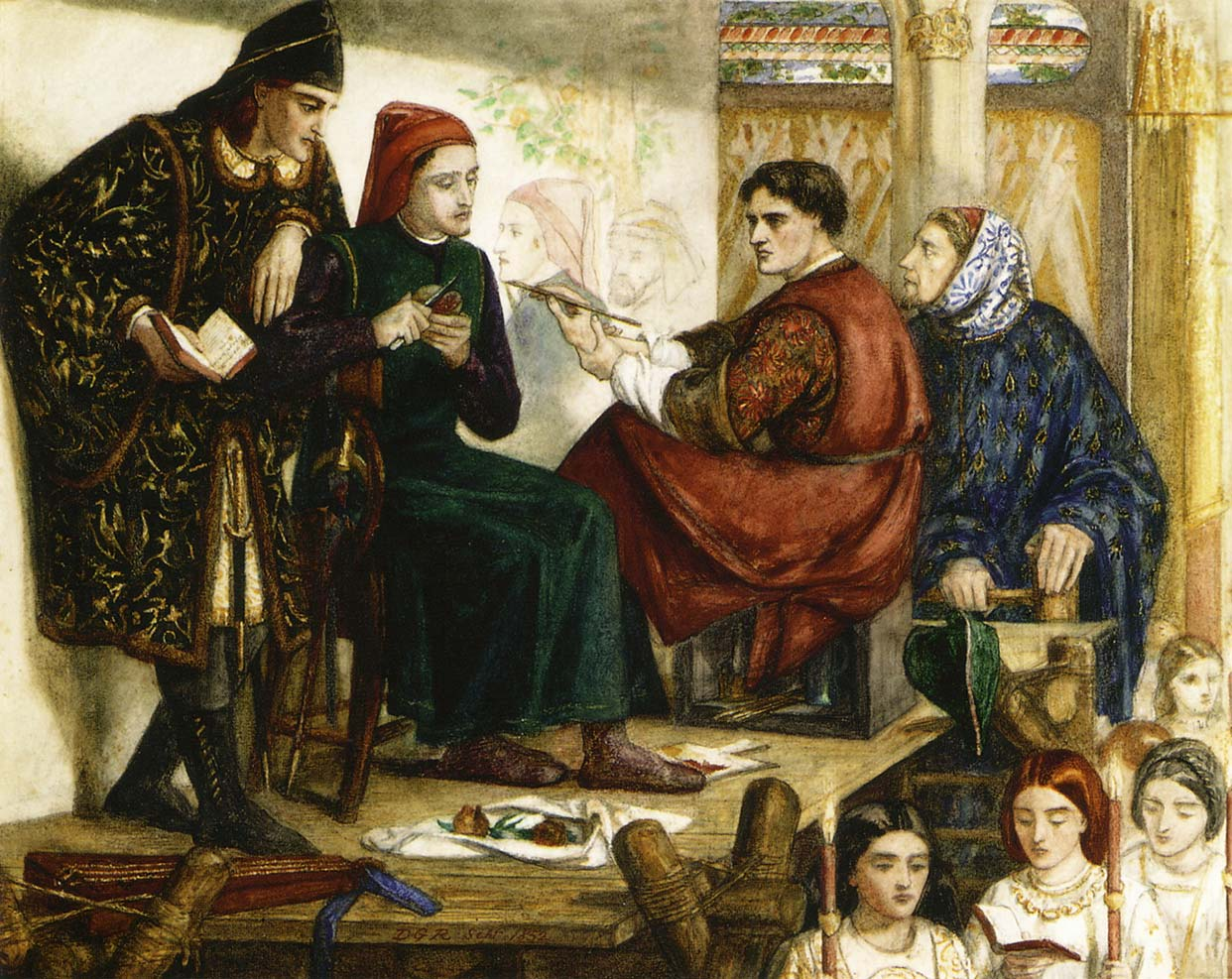
Dante Gabriel Rossetti. Giotto dipinge il ritratto di Dante, 1852. Da sinistra, Guido Cavalcanti, Dante Alighieri, Giotto e Cimabue. Studi recenti sostengono che il committente del ritratto fu Jacopo de' Gabrielli da Gubbio.

Nella seconda metà dell'Ottocento Jacopo fu considerato da alcuni letterati, tra cui Francesco Labruzzi di Nexima, come il possibile destinatario della celebre canzone Spirto gentil di Francesco Petrarca, anche se oggi questa ipotesi è caduta in disuso.
È invece sicuramente il destinatario di due componimenti poetici di Matteo Frescobaldi, entrambi di natura politica. La prima canzone, Cara Fiorenza mia, se l'alto Iddio, un tempo attribuita a Giovanni Boccaccio, è una velata invettiva contro Jacopo e il suo periodo come "tiranno di Firenze" (1339-1341). Nella seconda canzone, Molto m'allegro di Firenze or'io, si rimprovera alla città di aver richiamato Jacopo già nel 1339, solo pochi anni dopo il governo dispotico del 1335.
A Firenze, al Museo nazionale del Bargello, si conservano di lui alcuni sigilli, di cui uno reca il motto ciceroniano Virtute duce, comite fortuna (la virtù come guida, la fortuna come compagna, Epistulae ad familiares, X, 3), che Jacopo aveva eletto a sua divisa personale.
Studi recenti sostengono che Jacopo sia il committente del ciclo di affreschi che decorano la cappella della Maddalena (o cappella del Podestà) nel Palazzo del Bargello. Gli affreschi, realizzati da Giotto e dalla sua bottega, includono, nella scena del Paradiso, un ritratto di Dante. La committenza di tale ritratto pubblico in un luogo altamente simbolico è stata interpretata come un risarcimento postumo al sommo poeta da parte di Jacopo. Trent'anni prima il padre di quest'ultimo, Cante, aveva infatti pronunciato la condanna a morte in contumacia e il conseguente esilio da Firenze proprio nella Sala dell'Udienza del Palazzo del Bargello.     